# Orthopterygium huaucui
Orthopterygium  es un género monotípico de árbol, perteneciente a la familia de las anacardiáceas. Su única especie: Orthopterygium huaucui, es originaria de Perú donde se encuentra en el Departamento de Lima, Ayacucho e Ica.

## Taxonomía
Orthopterygium huaucui fue descrita por (A.Gray) Hemsl. y publicado en Philosophical Transactions of the Royal Society of London, Series B 199: 190. 1907.
Sinonimia
- Juliania huaucui A.Gray	[3]